# Wolly Düse
Wolly Düse (* 31. August 1961 in Wuppertal als Wolfgang Diese) ist ein deutscher Rockmusiker und Komponist.

## Leben
Er wuchs in Leverkusen als Sohn der Eheleute Lutz Diese (* 1934; † 2023) und Hella Diese (* 1931) und seinem Bruder Martin Diese (* 1960) auf. Nach seiner Schulzeit und dem darauf folgenden Zivildienst schlug er eine professionelle musikalische Laufbahn ein.
Er spielte in diversen Bands und Projekten der Leverkusener Sponti-Szene, u. a. bei Multicolor und Egon Tripp.
1987 war er Mitbegründer von Mush and the Rooms, die sich 1988 in Rausch umbenannten. Rausch veröffentlichten sieben Schallplatten bei verschiedenen Major-Labels und spielten u. a. mit Soundgarden, Faith no more, B 52’s und Nirvana. 1996 traten Rausch zusammen mit Selig in Austin/Texas beim SXSW Musikfestival auf.
Inspiriert von den Alternative Country Bands, die dort auftraten, entschloss man sich nun als Cowboys On Dope weiter zu machen. C.O.D. veröffentlichten 4 Alben und spielten unzählige Konzerte u. a. 2005 im WDR Rockpalast im Kölner Underground. Während dieser Zeit spielte er noch in weiteren Bands, wie News at Six, The Town & the City und Schwarte, Mutz & Düse.
Nach dem sich C.O.D. 2017 aufgelöst hatten, schrieb und komponierte er sein erstes deutschsprachiges Album „Na dann“. Dieses wurde 2021 unter der Firmierung Die Düsen veröffentlicht.
Daneben wirkte er auf diversen Produktionen, z. B. bei Extrabreit oder S.Y.P.H. als Studiomusiker mit.
Aktuell spielt Düse bei der Surf-Rock Band Skoteenas, dem Gitarren-Duo Ghost town traffic und bei der Fuzz-Wave Band Gong Wah.

## Diskografie
- 1989: RAUSCH / Rausch
- 1990: RAUSCH / Indi A Collection
- 1991: RAUSCH / Glad
- 1992: RAUSCH / Good Luck
- 1993: LE DIENSTS / Wild und Hund
- 1994: RAUSCH / Massive
- 1996: EXTRABREIT / Jeden Tag - Jede Nacht
- 1996: RAUSCH / On
- 2000: NICHT OHNE MEINE SCHWESTER / Du bist ich
- 2001: NORRIN RADD / Where she danced
- 2002: NORRIN RADD / Monsters and angels
- 2003: COWBOYS ON DOPE / High Noon
- 2004: RAUSCH / Flashback 2004-1989
- 2006: COWBOYS ON DOPE / Black Money
- 2006: S.Y.P.H. / - 1
- 2006: NEWS AT SIX / News at Six
- 2008: NEWS AT SIX / What startling news
- 2008: SARACH / Songs of dream homes and heartache
- 2009: COWBOYS ON DOPE / Electric Sky
- 2011: MARKUS FRÄGER / Blues train
- 2012: COWBOYS ON DOPE / The daily dope
- 2015: THE TOWN AND THE CITY / Meditation in a Fistfight
- 2019: ZASS / Eruss op de Strooss
- 2019: KALKBRAND / Jetzt und Hier
- 2020: TOTTE UND DIE TOLSTOIS / Lost in the Supermarket
- 2021: DIE DÜSEN / Na Dann
- 2022: DER FLOTTE TOTTE / Soilent Kühn
- 2023: SKOTEENAS / Tunes for Twangoloids

## Filmografie
- 2014: NICHT MEIN TAG (Soundtrack + Score von C.O.D.).[1] Regie: Peter Thorwarth - Kinofilm
- 2015: STORNO - TODSICHER VERSICHERT (Soundtrack + Score von C.O.D.) Regie: Jan Fehse - Fernsehfilm
- 2023: BLOOD & GOLD (Abspannmusik von Skoteenas) Regie: Peter Thorwarth - Netflix Film Spielfilm